# James Stopford (4. hrabia Courtown)
James Thomas Stopford (ur. 27 marca 1794 w St. James's Palace w Londynie, zm. 20 listopada 1858 w Courtown House w Gorey w hrabstwie Wexford) – brytyjski arystokrata i polityk irlandzkiego pochodzenia, syn Jamesa Stopforda, 3. hrabiego Courtown, i lady Mary Scott, córki 3. księcia Buccleuch.
Od 1810 nosił tytuł wicehrabiego Stopford. Wykształcenie odebrał w latach 1812–1815 na Christ Church na Uniwersytecie w Oksfordzie. Uczelnię ukończył z tytułem bakałarza sztuk. W 1820 został wybrany do Izby Gmin z okręgu Wexford County z ramienia partii torysów. W Izbie Gmin zasiadał przez 10 lat, do 1830 r. W 1833 został szeryfem hrabstwa Wexford, a w 1845 Custos Rotulorum w tymże hrabstwie. Po śmierci ojca w 1835 odziedziczył tytuł hrabiego Courtown i zasiadł w Izbie Lordów.
Lord Courtown był dwukrotnie żonaty. Po raz pierwszy ożenił się ze swoją bliską kuzynką, lady Charlotte Montagu-Scott (16 lipca 1799 - 29 lutego 1828), córką Charlesa Montagu-Scotta, 4. księcia Buccleuch, i Harriet Townshend, córki 1. wicehrabiego Sydney. Ślub odbył się 4 lipca 1822 w kościele św. Małgorzaty w Westminsterze. James i Charlotte mieli razem jednego syna:
- James George Henry Stopford (24 kwietnia 1823 - 28 listopada 1914), 5. hrabia Courtown

Drugą żoną hrabiego została 29 października 1850 w kościele św. Piotra w Dublinie Dora Pennefather (ok. 1825 - 10 grudnia 1859), córka Edwarda Pennefathera i Susan Darby, córki Johna Darby'ego. James i Dora mieli razem trzech synów:
- porucznik John Montagu Stopford (15 kwietnia 1853 - 22 października 1885), ożenił się z Winifred Reilly, miał dzieci
- generał-porucznik Frederick William Stopford (22 lutego 1854 - 4 maja 1929)
- kontradmirał Walter George Stopford (18 września 1855 - 18 grudnia 1918), ożenił się z Florence Baker, miał dzieci

Courtown zmarł w 1858 r. Jego następcą został jego syn z pierwszego małżeństwa.